# 鬼澤邦夫
鬼澤 邦夫（おにざわ くにお、1944年 - ）は、日本の実業家。常陽銀行代表取締役頭取、同会長、全国地方銀行協会副会長、茨城県経営者協会会長、茨城県公安委員会委員長等を歴任。

## 人物・経歴
茨城県ひたちなか市出身。那珂湊中学校、茨城県立水戸第一高等学校を経て、1967年に一橋大学商学部を卒業し、株式会社常陽銀行入行。のちに水戸第一高等学校同窓会知道会第10代会長を務めた。
人事部部長代理、人事部副部長、堀留支店長、総務部長、人事部長を経て、1997年取締役人事部長。常務取締役、副頭取を経て、2005年から常陽銀行代表取締役頭取。2009年社団法人全国地方銀行協会副会長、財団法人常陽地域研究センター会長。2011年常陽銀行代表取締役会長。2018年に常陽銀行取締役会長を退任した。

### 茨城県公安委員
2011年から茨城県公安委員会委員を務め、2013年及び2016年の2度委員長に就任。2012年社団法人茨城県経営者協会会長。2019年茨城県公安委員会委員長。

### その他の兼職
この間、社団法人日本経済団体連合会理事、社団法人茨城労働基準協会連合会会長、社団法人茨城産業会議議長、社団法人茨城県法人会連合会会長、茨城県信用保証協会理事、社団法人茨城県銀行協会理事長、独立行政法人日本貿易振興機構茨城貿易情報センター会長、財団法人水戸東武館理事、社団法人水戸法人会会長、中央労働災害防止協会理事、財団法人全国法人会総連合理事、経済産業省関東経済産業局関東地方産業競争力協議委員、つくばサイエンス･アカデミー運営会議委員、日本生命保険相互会社総代、財団法人茨城県科学技術振興財団理事、社団法人つくばグローバル・イノベーション推進機構戦略会議委員、社団法人如水会茨城支部長等も歴任した。